# إميل بوردن
إميل بوردن (بالفرنسية: Émile Bourdon)‏ هو عازف الأرغن وملحن فرنسي، ولد في 15 فبراير 1884 في Lapalisse ‏ في فرنسا، وتوفي في 11 يوليو 1974 في Combloux ‏ في فرنسا.

## وصلات خارجية
- إميل بوردن على موقع ميوزك برينز (الإنجليزية)